# 宽尾煌蜂鸟
宽尾煌蜂鸟（学名：Selasphorus platycercus），是雨燕目蜂鸟科的一种鸟类。
宽尾煌蜂鸟体重约3.54克，翼长约49毫米，嘴峰长约21.1毫米，喙宽度约2.1毫米，喙厚度约1.6毫米，跗蹠长约4.6毫米，尾长约32.4毫米。宽尾煌蜂鸟在其分布区内为留鸟，其栖息在半开放的高大树木组成的森林中，食性为草食性，主要食物来源是植物的花蜜。
宽尾煌蜂鸟分布于美国西南部的山区至墨西哥和危地马拉。该物种是单型物种，没有亚种分化。